# الکسیوکا (آق‌مولا)
الکسیوکا (به قزاقی: Alexeyevka) یک منطقهٔ مسکونی در قزاقستان است که در شهرستان زرندی واقع شده‌است. الکسیوکا ۱٬۵۶۰ نفر جمعیت دارد.